# NGC 1446

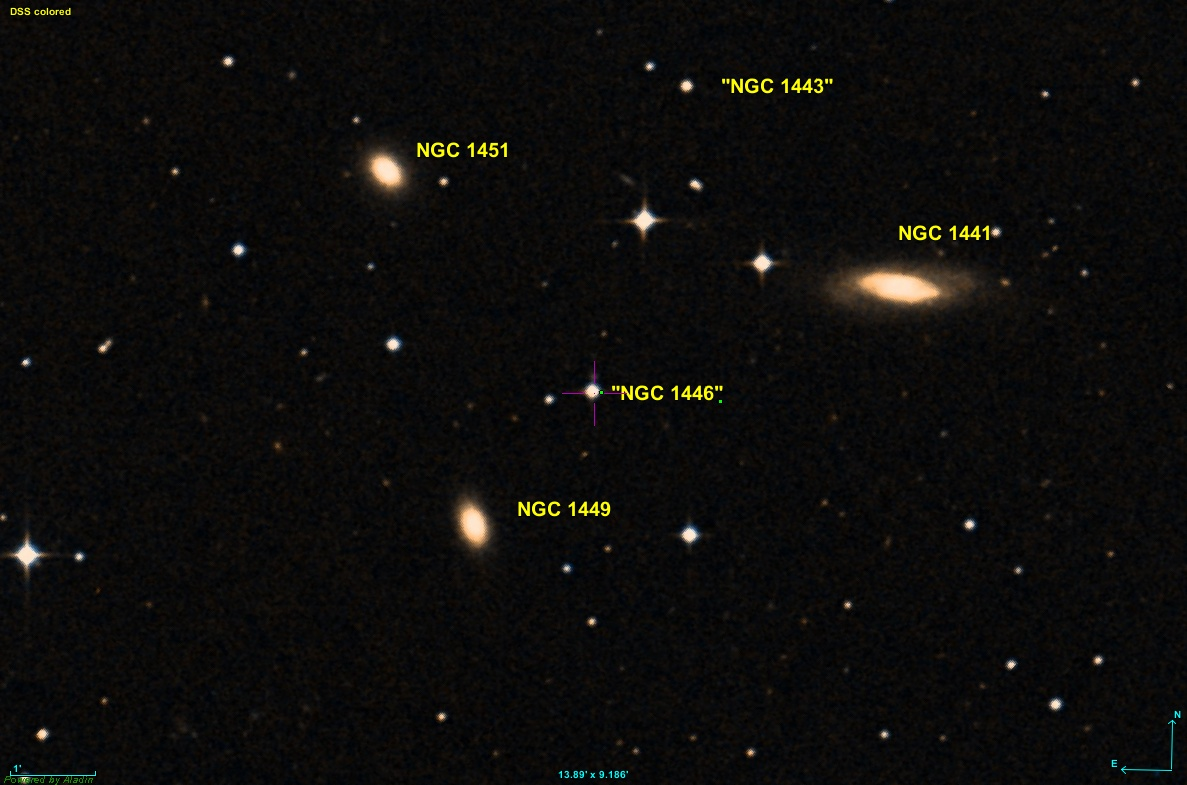
NGC 1446相对于其他波江座星系的位置

NGC 1446 是波江座的一個星系。该星系位于天苑三上方偏左的位置，视星等仅为13.5，故需要大口径天文望远镜（至少350mm）才能观测。